# Shapeshifter (film)
Shapeshifter è un film statunitense del 2005 diretto da Gregory Lemkin. È un B movie prodotto da The Asylum, società specializzata nelle produzioni di film a basso costo per il circuito direct-to-video.

## Trama
Un demone malvagio comincia a prendere di mira alcuni detenuti e secondini di un carcere di massima sicurezza statunitense. Il demone uccide le sue vittime e si nutre di esse diventando sempre più potente. I carcerati e le guardie, intrappolate all'interno della struttura senza via d'uscita, iniziano a collaborare per svelare il mistero che si cela dietro il demone per potersene liberare.

## Produzione
Il film fu prodotto da The Asylum e girato a Los Angeles, in California nel 2005 con un budget stimato in 200.000 dollari. La colonna sonora è firmata da Scott Bruzenak e Ariel Westberg. Gregory Lemkin è il regista e ha scritto la sceneggiatura insieme a A. Everett Howe.

## Colonna sonora
- Zoom - Lil' Boosie Feat. Yung Joc
- My World - The Set
- Dildo Bruises - The Rap Bastards
- Too Fat to Fuck -  The Rap Bastards

## Distribuzione
Il film è stato distribuito solo per l'home video. Alcune delle uscite internazionali sono state:
- 27 novembre 2005 negli Stati Uniti (Shapeshifter)
- 6 ottobre 2006 in Giappone
- 5 luglio 2007 in Ungheria (Alakváltó)
- in Grecia (Pentalfa: Sto onoma tou Eosforou)